# إيف بريسيه
إيف جوزيه نويل بريسيه (من مواليد 24 ديسمبر 1994) لاعبة كرة قدم فرنسية تلعب في مركز دفاع لنادي جيروندان دي بوردو والمنتخب الفرنسي، شاركت في العديد من فرق الشباب الفرنسية. في عام 2014 كانت جزءًا من تشكيلة المنتخب الفرنسي الذي احتل المركز الثالث في كأس العالم للسيدات تحت 20 سنة لكرة القدم 2014 في كندا. أول ظهور لها مع منتخب الفرنسي الأول كانت في 16 سبتمبر 2016 ضد منتخب البرازيل. في عام 2017 كانت من بين 23 امرأة مثلن فرنسا في كأس الأمم الأوروبية للسيدات 2017.

## مسيرة المهنية
بدأت بيريسه مسيرتها المهنية في ليون عام 2012. في عام 2016 ، انتقلت إلى باريس سان جيرمان، في 19 يونيو 2020 ، أعلن بوردو عن توقيع بيريسيه في صفقة لمدة عامين.

## روابط خارجية
- إيف بريسيه على موقع الاتحاد الدولي (مؤرشف)  (الإنجليزية)
- إيف بريسيه على موقع الاتحاد الأوربي (الإنجليزية)
- إيف بريسيه على موقع قاعدة بيانات كرة القدم.إي يو (الإنجليزية)
- إيف بريسيه على موقع ليكيب (الفرنسية)
- إيف بريسيه على موقع Soccerway.com (الإنجليزية)
- إيف بريسيه على موقع عالم كرة القدم.نت (الإنجليزية)
- إيف بريسيه في الاتحاد الفرنسي لكرة القدم (بالفرنسية)
- إيف بريسيه في موقع كرة القدم العالمية.نت
- Player's Profile at Foot o Feminin
- Player's Profile at PSG